# Kraljevstvo Ausan
Kraljevstvo Ausan (arapski: أوسان, engleski: Awsan), bila je jedna od antičkih jemenskih kraljevina uz obale Arapskog mora istočno od Adena.

## Povijest
Između 8. i 6. stoljeća prije Kr. nad Jemenom je 
dominiralo šest tadašnjih kraljevstava; Minejsko, Kataban, Ausan, Hadramaut, Saba i Himjar.
O Kraljevstvu Ausan se najmanje zna od svih antičkih kraljevstva Južne Arabije. Središte ove kraljevine prostiralo se sjeveroistočno od današnjeg Adena, južno od Vadi Bajhana u gorju Hadramaut, u kotlini Vadi Markaha. U svakom slučaju Ausan je graničio i dijelio teritorij s Katabanom, s kojim je povremeno ratovao, ali i sklapao saveze i vladao zajedno. Njihovi rijetki natpisi pisani su na katabanskom, vjerojatno zbog toga grčki zemljopisac Eratosten (276. pr. Kr. - 194. pr. Kr.) nije pravio razliku između Ausana i Katabana.
Položaj njegove prijestolnice Hagar Jahir(ili Masvar ?) je još uvijek zagonetka. Negdje oko 7. st. pr. Kr. Kraljevstvo Ausan je zauzelo zemlje Katabana i zapadne dijelove Hadramauta i ovladao obalom središnjeg Jemena s lukom Tafid, iz koje se kasnije razvio Aden. Time je Ausan stekao kontrolu nad pomorskom trgovinom, koja se tad odvijala uz obalu.
Negdje u vrijeme vladavine sabejskog vladara (mukariba) Karib il Vatara I. (oko 685 pr. Kr.) Ausan je došao u sukob sa Sabom i njihovim tadašnjim saveznicima; Katabanom, Hadramautom i gradovima državama Haramom i Kaminahom. Nakon nekoliko vojnih napada Saba i Kataban zauzeli su Ausan i njegove vazalne zemlje Kahad, Dahas i Tubanaj.
Od sredine 1990.-ih godina pokušava se na temelju zračnih i satelitskih snimanja pronaći položaj ausanske prijestolnice. Jemenski arheolog Sajad Ajub na temelju pronađene keramike kod mjesta Hagar Asfal, tvrdi da je pronašao asuansku prijestolnicu Hagar Jahir. Po njemu je to bio veliki grad na površini od 160.000 m², okružen zidinama s hramovima izgrađenim pod helenističkim uticajem.

### Vladari Ausana
- Amkarib, 800. pr. Kr. otac Dakril Lhina
- Dakril Lhin, 7. stoljeće pr. Kr., dao si je titulu „mukariba“ (otac jednog od Murata)
- Murata (ili Martaj), sredina 7. stoljeće pr. Kr., njega je pobijedio sabejski mukarib Karib il Vatar I.
- Maadil I.
- Jasdukil Fari' um I.
- Maadil II. Salhan
- Jasdukil Fari' um II. Šarahat
- Amijitha Ghajlan Gašmu

## Vanjske poveznice
- Télédetection archéologique dans la Wadi Markha  Arhivirana inačica izvorne stranice od 4. veljače 2010. (Wayback Machine) (fr.)